# Luigi Campovecchio
Luigi Campovecchio (Mantova, 1740 – Napoli, 1804) è stato un pittore e architetto italiano.

## Biografia
Studiò all'Accademia di Mantova con Giovanni Bottani, succeduto a Giuseppe Bottani e con Paolo Pozzo, che nel 1772 insegnò all'Accademia di Mantova, lo cita nel 1791 tra i suoi allievi più brillanti. Un documento di gennaio 1791 lo descrive come molto dotato per il disegno e fornisce le prime informazioni sulla sua attività a Roma nella ricopiatura dell'architettura. Unica testimonianza diretta della sua attività è un progetto per un “Pubblico Ridotto”, premiato nel 1792 dalla Reale Accademia di Parma.
Alcune fonti attestano che Luigi avrebbe esercitato a Mantova, Roma poi a Napoli come pittore di vedute e paesaggi, ma questa informazione è riservata perché Luigi sembra essere spesso confuso con il fratello Giovanni, anch'egli pittore di vedute.
Pietro Ronzoni era uno dei suoi allievi.

## Opere

### Pittura
- Paesaggio, ambito romano,  1790-1799, olio su carta (57,5 × 44,5 cm), Villa Della Porta Bozzolo Casalzuigno[3]

### Architettura
- Progetto della nuova chiesa di San Pietro Villa Santo Stefano.